# Procellariidae
Famille
Les Procellariidae (ou procellariidés en français) forment une famille constituée de plus de 80 espèces vivantes d'oiseaux de mer, d'après le Congrès ornithologique international.

## Systématique
Traditionnellement les espèces de Procellariidae sont incluses dans l'ordre des Procellariiformes. Dans la taxinomie Sibley-Ahlquist (1990, 1993), fondée sur les techniques d'hybridation de l'ADN, cette famille est classée dans celle plus vaste des Ciconiiformes et elle inclut, ou pas selon les auteurs, les autres familles des Procellariiformes réduites alors au rang de sous-familles.
Cette famille comporte classiquement les espèces du nom de fulmars, pétrels, prions, damier ou puffins, et dans la classification de Sibley-Ahlquist, elle peut y inclure ou pas, les albatros, des puffinures ou des océanites.
De nos jours, les Procellariidae ont retrouvé leur placement traditionnel.

## Description
Toutes ces espèces se caractérisent par des narines tubulaires au-dessus du bec, sont très hauturières, et exploitent une grande variété de ressources alimentaires sur tous les océans du globe, avec une plus grande diversité dans l'hémisphère sud.

## Alimentation
Ils se nourrissent de poissons, de calmars, de plancton et des déchets de la pêche. Toutes les espèces se déplacent sur de longues distances.

## Reproduction
Les procellariidés se reproduisent en colonies et reviennent tous les ans pondre sur la même île, les couples sont généralement fidèles pour la vie. Chez toutes les espèces, la femelle pond un seul œuf par saison, la durée d'incubation et d'élevage est très longue comparée aux autres familles d'oiseaux.
Certaines espèces ont des populations de plusieurs millions de couples reproducteurs alors que d'autres n'ont que 200 individus. Des espèces comme le fulmar ou les puffins ont été exploitées pendant des siècles pour leur huile, leur chair ou pour servir d'appâts. Les espèces ayant une aire de reproduction réduite à quelques îles sont menacées par l'introduction de prédateurs qui détruisent adultes et poussins. Toutes les espèces sont également menacées par la pêche à la palangre.
Les fulmars comprennent les plus grands membres de la famille : les pétrels géants et de Hall, les deux espèces de fulmars, le pétrel des neiges, le pétrel antarctique et le damier du Cap. Toutes ces espèces très différentes en taille et en comportement sont liées entre elles par leur long tube nasal. En outre, le pétrel fulmar (Fulmarus glacialis), de la taille d'un goéland et arborant un ventre blanc comme ce dernier, se nourrit de mollusques, de poissons, de crustacés et de charognes ou déchets trouvés en mer. Il niche sur les rebords rocheux surplombant la mer et nourrit son petit (un seul) à même son bec.

## Taxinomie et évolution
La classification de Sibley et Monroe, autrefois prépondérante, basée sur des tests d'hybridation de l'ADN, a rapproché les ordres d'oiseaux de proie et les ordres d'oiseaux marins, dans un ordre des Ciconiiformes (sensu lato) largement étendu. La famille lorsqu'elle est classée dans celle plus vaste des Ciconiiformes, inclut les autres familles des Procellariiformes ou Procellariidea (stricto sensu) réduites au rang de sous-famille. Elles comportaient donc
1. Les Procellariinae, c'est-à-dire les Procellariidae stricto sensu
2. Les Diomedeinae
3. Les Hydrobatinae

### Histoire évolutive
Selon les études de Sibley et Ahlquist par la méthode de l'hybridation de l'ADN, la séparation des quatre familles qui étaient incluses dans les Procellariiformes date d'environ 30 Ma.
Un fossile très incomplet, baptisé du genre Tytthostonyx, a été découvert dans des roches datant la fin du Crétacé, c'est-à-dire de la période de la grande extinction des dinosaures, et attribué d'une façon incertaine à cet ordre.
Les horloges moléculaires permettent de supposer que les océanites auraient été les premiers à se différencier, suivis des albatros et enfin des pétrels plongeurs.

### Étymologie
Le terme Procellariidae provient du latin procella, la tempête.

### Systématique
D'après la classification de référence (version 14.1, 2024) de l'Union internationale des ornithologues, il y a 100 espèces d'Procellariidae réparties en 16 genres.
Liste des genres par ordré phylogénique :
- Macronectes Richmond, 1905 (2 espèces) ;
- Fulmarus Stephens, 1826 (2 espèces) ;
- Thalassoica Reichenbach, 1853 (1 espèce) ;
- Daption Stephens, 1826 (1 espèce) ;
- Pagodroma Bonaparte, 1856 (1 espèce) ;
- Halobaena Bonaparte, 1856 (1 espèce) ;
- Pachyptila Illiger, 1811 (7 espèces) ;
- Aphrodroma Olson, 2000 (1 espèce) ;
- Pterodroma Bonaparte, 1856 (35 espèces dont 1 éteinte) ;
- Pseudobulweria Mathews, 1936 (5 espèces dont 1 éteinte) ;
- Procellaria Linnaeus, 1758 (5 espèces) ;
- Calonectris Mathews & Iredale, 1915 (4 espèces) ;
- Ardenna Reichenbach, 1853 (7 espèces) ;
- Puffinus Brisson, 1760 (21 espèces) ;
- Pelecanoides Lacépède, 1799 (4 espèces) ;
- Bulweria Bonaparte, 1843 (3 espèces dont 1 éteinte).